# Шапел о Рибул
Шапел о Рибул (фр. Chapelle-au-Riboul) насеље је и општина у западној Француској у региону Лоара, у департману Мајен која припада префектури Мајен.
По подацима из 2011. године у општини је живело 515 становника, а густина насељености је износила 39,31 становника/km². Општина се простире на површини од 13,1 km². Налази се на средњој надморској висини од 160 метара (максималној 255 m, а минималној 137 m).

## Демографија
| 1962. | 1968. | 1975. | 1982. | 1990. | 1999. | 2011. |
| ----- | ----- | ----- | ----- | ----- | ----- | ----- |
| 500   | 567   | 491   | 442   | 452   | 448   | 515   |

График промене броја становника у току последњих година